# Inverse Telecine
Inverse Telecine (auch IVTC abgekürzt) ist nur bei Film-Material notwendig, das für den amerikanischen Fernsehstandard NTSC aufbereitet wurde und beschreibt den Vorgang, das mit Hilfe von Halbbildern auf 29,97 fps gestreckte Material wieder auf 23,976 fps zurückzuführen.
Bei Filmen ist dieser Aufwand nicht sehr groß, da hier normalerweise vor Anwendung des 3:2-Pull-Downs bereits das komplette Material fertig geschnitten wurde und sich so das Pull-Down-Muster nicht im Laufe des Films verändert.
Bei Serien, Musikvideos und weiteren TV-Produktionen wird allerdings das Filmmaterial vor dem eigentlichen Schnitt bereits einem 3:2-Pull-Down unterzogen und ist zudem teilweise mit Material vermischt, das per Videokamera direkt mit 29,97 fps gefilmt wurde und daher gar kein Pull-Down enthält. Dadurch ergibt sich für das finale Material kein einheitliches Pull-Down-Muster mehr. Hier wird der Aufwand dann relativ groß, weshalb Encoder wie TMPGEnc bereits eine automatische Erkennung anbieten, die jedoch nicht vollkommen zufriedenstellende Ergebnisse liefert.
Da moderne Bildschirme, wie Plasma- und LCD-Fernseher, aber auch 100-Hz-Röhrengeräte intern ausschließlich mit progressivem Bildmaterial arbeiten, also keine Halbbilder darstellen können, müssen die verbauten Deinterlacer die Inverse-Telecine-Technik für NTSC-Material beherrschen, da ein einfaches Überblenden der Halbbilder zu einem störenden Ruckeln führen würde.